# Museu de História Natural da Universidade Federal de Alagoas
O Museu de História Natural da Universidade Federal de Alagoas foi criado como um Órgão Suplementar de natureza técnico-cultural. O MHN vem dando apoio científico-cultural às atividades de Ensino, Pesquisa, Extensão e Cooperação Técnica, no campo das Ciências Naturais, aos estudantes, professores, pesquisadores, técnicos e à comunidade em geral.
Hoje, passou a receber alunos do ensino médio através do órgão de apoio à pesquisa do Estado. O MHN apóia as atividades científico-cultural de Ensino, Pesquisa, Extensão e Cooperação Técnica, no campo das Ciências Naturais, principalmente, no Estado de Alagoas.